# كير ديلون
كير ديلون (بالإنجليزية: Keir Dillon)‏ هو متزحلق حر أمريكي، ولد في 1 يونيو 1977.

## وصلات خارجية
- كير ديلون على موقع IMDb (الإنجليزية)